# Villars (Eure-et-Loir)
Villars település Franciaországban, Eure-et-Loir megyében. Lakosainak száma 180 fő (2022. január 1.). Villars Le Gault-Saint-Denis, Neuvy-en-Dunois, Les Villages Vovéens és Éole-en-Beauce községekkel határos.

## Népesség
A település népessége az elmúlt években az alábbi módon változott:
| Lakosok száma | 141  | 100  | 114  | 128  | 161  | 172  | 175  | 172  | 171  | 180  |
|               | 1968 | 1982 | 1990 | 2006 | 2013 | 2015 | 2017 | 2019 | 2020 | 2022 |